# Nancy Coleman
Nancy Katherine Coleman (* 30. Dezember 1912 in Everett, Washington; † 18. Januar 2000 in Brockport, New York) war eine US-amerikanische Schauspielerin.

## Leben

### Kindheit und Ausbildung
Nancy Coleman wurde 1912 (anderen Angaben zufolge 1914 oder 1917) als Tochter von Grace (Geburtsname: Sharpless oder Sharplass) und Charles S. Coleman geboren. Ihr Vater war Reporter beim Everett Daily Herald und später dessen Herausgeber. Ihre Mutter, eine frühere Violinistin, arbeitete für den Gesellschaftsteil der Lokalzeitung. Coleman wuchs mit einer drei Jahre jüngeren Schwester auf und begeisterte sich früh für das Lesen. Durch ihre Mutter wurde sie an das Theater herangeführt und sie sah zahlreiche Stücke von J. M. Barrie, die von den Moroni Olsen Players aufgeführt wurden. Daraufhin begann sich Coleman für eine Karriere als Theaterschauspielerin zu begeistern. Nach ihrem High-School-Abschluss in Everett besuchte sie ab 1930 die University of Washington in Seattle, wo sie das Fach Englische Literatur belegte. Dort buhlte sie mit ihrer Kommilitonin Frances Farmer um Rollen in mehreren schuleigenen Theaterproduktionen.
Nach ihrem Abschluss (Bachelor of Arts) zur Zeit der „Großen Depression“ im Jahr 1934 begann Coleman, die Mitglied der Studentenverbindung Kappa Alpha Theta war, auf Druck ihrer Eltern eine Lehrerinnenausbildung an der Columbia University. Eine zu jener Zeit eingegangene Verlobung löste sie, um ihre Schauspielkarriere in San Francisco weiterverfolgen zu können, wohin sie im Frühling 1935 gemeinsam mit ihrer Mutter und Schwester zog. Dort verdiente sich Coleman anfänglich ihren Lebensunterhalt als Fahrstuhlführerin für die Warenhauskette The Emporium. Während dieser Arbeit wurde sie angesprochen und einem Casting-Agenten der NBC vorgestellt, der ihr zu gut dotierten Aufträgen in Radiohörspielen verhalf. Nach zwei Jahren, bei denen sie bei Reginald Travers Schauspiel studiert hatte, zog Coleman im Januar 1937 mit dem verdienten Geld nach New York zurück, wo sie im Rehearsal Club, einer bekannten Pension für Schauspieler, Tänzer und Sänger lebte. Ihre anfänglich wenigen Honorare als Schauspielerin wurden durch Aufträge als Model aufgebessert. Ein Jahr studierte sie Schauspiel bei Benno Schneider.

### Erfolg im Theater und erste Filmrollen
Der Durchbruch auf der New Yorker Theaterbühne stellte sich im April 1937 mit dem Part der neurotischen Tochter von Gertrude Lawrence in dem Stück Susan and God am Plymouth Theatre ein. Coleman hatte die Rolle von der befreundeten Schauspielerin Nancy Kelly übernommen und innerhalb von einer Woche einstudiert. Dies brachte ihr das Lob von Gertrude Lawrence ein, die der rothaarigen Schauspielerin eine große Theaterkarriere prophezeite. Mit der Rolle der Blossom ging Coleman auch auf Tournee und wurde später vom CBS unter Vertrag genommen. 1941 übernahm sie die Titelrolle in dem Broadway-Musical Liberty Jones, das über 22 Aufführungen nicht hinaus kam. Nach erfolglosen Vorsprechen und Testaufnahmen bei Filmproduzenten wie David O. Selznick in New York zog sie nach Los Angeles, wo sie für mehrere Filmrollen vorsprach.
Hatte Coleman 1941 noch die weibliche Hauptrolle in dem Warner-Bros.-Film Sein letztes Kommando an Olivia de Havilland verloren, bekleidete sie wenig später eine Nebenrolle in Sam Woods erfolgreichem Drama Kings Row mit Ann Sheridan, Robert Cummings und Ronald Reagan in den Hauptrollen. Ihre Leistung als psychisch instabile Tochter von Charles Coburn fand Anklang bei Jack L. Warner und sie erhielt einen Siebenjahresvertrag. Der von Kritikern hochgelobte und mehrfach Oscar-nominierte Streifen wurde jedoch aufgrund des Krieges ein Jahr zurückgehalten, so dass Colemans erster in den Kinoverleih gebrachter Film Robert Floreys Dangerously They Live (1941) war. In dem Spionagefilm schlüpfte sie an der Seite von John Garfield in die weibliche Hauptrolle einer geheimnisvollen britischen Agentin, die von deutschen Spionen verfolgt wird. Der Part brachte ihr erstes Lob seitens der Kritiker ein.
Nach den ersten Arbeiten vor der Kamera betraute Warner Coleman wiederholt mit Nebenrollen in seinen großen Studioproduktionen. In der wenig erfolgreichen Literaturverfilmung Die Gaylords erschien sie gemeinsam mit Barbara Stanwyck und Geraldine Fitzgerald als drei aus zerrütteten Ehen flüchtende Schwestern, die um eine Milliardenerbschaft kämpfen. Daraufhin war sie neben Errol Flynn in den beiden Kriegsfilmen Sabotageauftrag Berlin (1942) und Aufstand in Trollness (1943) zu sehen. Im letztgenannten Film über eine norwegische Untergrundbewegung, die sich zum Kampf gegen die deutschen Besatzer entschließt, schlüpfte Coleman in die Rolle der nervösen polnischen Geliebten eines Nazi-Hauptmanns (gespielt von Helmut Dantine). Die 1943 fertiggestellte Warner-Bros.-Produktion Devotion kam aufgrund einer Klage von Olivia de Havilland nicht vor 1946 in den amerikanischen Kinoverleih. Der Film von Curtis Bernhardt dramatisierte das Leben der Geschwister Brontë. Neben Ida Lupino (Emily) und De Havilland (Charlotte) war Coleman in einer Nebenrolle als Anne zu sehen.

### Bruch mit Warner und Ausklang der Filmkarriere
1943 verliebte sich Coleman in den zwölf Jahre älteren Whitney Bolton. Der frühere Journalist arbeitete als Presseagent für Warner. Obwohl das Filmstudio gegen die Heiratsabsichten des Paares intrigierte, heirateten Coleman und Bolton am 16. September 1943.  In der Folge verlor die Schauspielerin die weibliche Hauptrolle in Die Abenteuer Mark Twains (1944) an Alexis Smith und bekam nach eigenen Angaben immer schlechtere Drehbücher angeboten. Sie stand nur noch einmal für einen Warner-Film vor der Kamera. In Vincent Shermans Drama In Our Time war Coleman als Schwester von Paul Henreid zu sehen, der gemeinsam mit Ida Lupino kurz vor Ausbruch des Zweiten Weltkriegs einen Bauernhof in Polen modernisiert. Sherman hob Colemans Talent und ungewöhnliches Aussehen hervor, kritisierte aber, dass das Filmstudio die Schauspielerin nicht gut eingesetzt hätte. Ähnlich wie ihre Berufskolleginnen Jane Bryan und Andrea Leeds vor ihr, blieben Coleman fast immer künstlerisch anspruchsvolle Rollen verwehrt. Die Zusammenarbeit mit dem Studio kam zum Erliegen, nachdem Coleman schwanger geworden war und für die Hauptrolle in dem CBS-Radio-Hörspiel Intermezzo (nach dem gleichnamigen Spielfilm mit Ingrid Bergman) keine Freigabe von Warner erhalten hatte.
Nach Ende der Zusammenarbeit mit Warner nahm Coleman erst zwei Jahre später wieder Rollen in Low-Budget-Filmen (Her Sister’s Secret, 1946; Violence, 1947) wahr. 1947 erschien sie in Dudley Nichols mehrfach für den Oscar nominierter Eugene-O’Neill-Adaption Trauer muss Elektra tragen von RKO Pictures mit Rosalind Russell und Michael Redgrave in den Hauptrollen. Das Drama, von dem sich Coleman eine Wiederbelebung ihrer Filmkarriere versprochen hatte, war jedoch großer Misserfolg an den US-amerikanischen Kinokassen beschieden und wurde nachträglich stark gekürzt. Daraufhin stellte sie ihre Arbeit beim Film ein und zog 1949 mit ihrer Familie nach New York, wo ihr Ehemann als Theaterkritiker zum Morning Telegraph zurückkehrte. Coleman wirkte nur noch sporadisch an Kinofilmen (That Man from Tangier, 1953; Sklaven, 1969) mit.
Ab den 1950er Jahren trat sie wiederholt im US-amerikanischen Fernsehen in Erscheinung, unter anderem mit Gastrollen in Fernsehspielen des Kraft Theatre, Tales of Tomorrow, Star Tonight und der United States Steel Hour. Einen Erfolg am New Yorker Broadway konnte Coleman mit Robert Montgomerys Inszenierung von Joseph Hayes’ The Desperate Hours verbuchen. Das am Ethel Barrymore Theatre aufgeführte, zeitgenössische Stück hatte die Geiselnahme eines Ehepaares (gespielt von Coleman und Karl Malden) und ihrer Kinder durch bewaffnete Räuber (unter anderem Paul Newman) zum Thema. Es kam zwischen Februar und August 1955 auf über 200 Aufführen und wurde mit zwei Tony Awards ausgezeichnet. In den 1960er Jahren schloss sich Coleman Theatertourneen im Ausland (Europa, Mittlerer Osten, Lateinamerika 1961; Südafrika, 1964) an. Sie führte ihre Schauspielkarriere bis in die 1980er Jahre fort.

## Privatleben
Bis zu seinem Tod im Jahr 1969 war Nancy Coleman mit dem Presseagenten und Journalisten Whitney Bolton verheiratet. Aus der Ehe gingen Zwillingstöchter (* Juli 1944) hervor. Aus einer ersten Ehe brachte Bolton einen Sohn mit. Nach dem Tod ihres Ehemanns zählte Coleman den prominenten New Yorker Chirurgen Henry Ross zu ihrem Freundeskreis.
Bis 1998 lebte Coleman in New York, ehe sie in das Actor Fund Retirement Home nach Englewood (New Jersey) zog. 1999 übersiedelte sie in ein Altersheim nach Brockport (New York), wo sie Anfang 2000 im Alter von 87 Jahren an den Folgen einer Lungenentzündung verstarb.

## Theaterstücke (Auswahl)
- 1937: Susan and God (Plymouth Theatre, New York; Rolle: Blossom Trexel)
- 1939: Stage Door (Theatre-by-the-Sea, Matunuck, Rhode Island; Rolle: Kay)
- 1940: Mrs. Wiggs of the Cabbage Patch (Mohawk Drama Festival, Schenectady, New York; Rolle: Lovely Mary)
- 1941: Liberty Jones (Shubert Theatre, New York; Rolle: Liberty Jones)
- 1952: The Male Animal (Music Box Theatre, New York; Rolle: Ellen Turner)
- 1952: The Sacred Flame (President Theatre, New York; Rolle: Nurse Wayland)
- 1955: The Desperate Hours (Ethel Barrymore Theatre, New York; Rolle: Eleanor Hillard)
- 1956: The Damask Cheek (Fred Miller Theatre, Milwaukee; Rolle: Rhoda)
- 1957: Cat on a Hot Tin Roof (Capri Theatre, Atlantic Beach, New York; Rolle: Maggie)
- 1958: The Country Girl (San Juan Drama Festival, Puerto Rico; Rolle: Georgie)
- 1958: Epitaph for George Dillon (Capri Theatre, Atlantic Beach, New York; Rolle: Ruth Gray)
- 1961: The Glass Menagerie (Tournee in Europa und im Mittleren Osten; Rolle: Laura)
- 1961: The Miracle Worker (Tournee in Lateinamerika; Rolle: Kate Keller)
- 1962: Black Monday (Van Dam Theatre, New York)
- 1962: U.S.A. (Fred Miller Theatre, Milwaukee)
- 1964: Never Too Late (Tournee in Südafrika; Rolle: Edith)
- 1968/69: Lemonade (Jan Hus Playhouse, New York; Rolle: Edith)
- 1981: Morning’s at Seven (Theater of the Performing Arts, Miami / Atlanta; Rolle: Cora)

## Filmografie (Auswahl)
- 1941: Dangerously They Live
- 1942: Kings Row
- 1942: Die Gaylords (The Gay Sisters)
- 1942: Sabotageauftrag Berlin (Desperate Journey)
- 1943: Aufstand in Trollness (Edge of Darkness)
- 1944: In Our Time
- 1946: Devotion [1943 gedreht]
- 1946: Her Sister’s Secret
- 1947: Violence
- 1947: Trauer muss Elektra tragen (Mourning Becomes Electra)
- 1953: That Man from Tangier
- 1969: Sklaven (Slaves)